# Pré-en-Pail
Pré-en-Pail – miejscowość i dawna gmina we Francji, w regionie Kraj Loary, w departamencie Mayenne. W 2013 roku jej populacja wynosiła 2025 mieszkańców. 
W dniu 1 stycznia 2016 roku z połączenia dwóch ówczesnych gmin – Pré-en-Pail oraz Saint-Samson – powstała nowa gmina Pré-en-Pail-Saint-Samson. Siedzibą gminy została miejscowość Pré-en-Pail. 